# 보잉 747SP
보잉 747SP(영어: Boeing 747SP)는 보잉 747의 기존 동체를 14m 축소한 기체이다. 이 항공기는 팬아메리칸 월드 항공사가 도쿄 ~ 뉴욕 직항편에 투입할 기체를 개발할 것을 요청함에 따라 1975년에 개발한 모델이다.

## 개요
기존 보잉 747-100형의 무게를 줄임으로써 항속거리의 연장과 순항 속도 향상, SP(Special Performance)에 따라 단동화 및 그에 따른 모멘트 암의 감소로 수직과 수평 꼬리 날개 끝이 각 1.5m 연장되었다. 중량 경감 대책에 따라 다른 보잉 747 파생형과 달리 아래 날개면의 플랩 트랙이 없다. 판매량이 예상보다 많아짐에 따라 보잉은 747SUD(Stretched Upper Deck : 2층 부분 연장형)를 개발하였으나 45대를 공급하고 1989년 맥도널 더글러스 DC-10 기종과 함께 단종했다. 기체의 노후화로 인해 대부분의 기체가 퇴역하였지만 이란 항공은 정기 노선으로, 사우디아라비아 항공은 왕실 전용기로 운항하고 있으며, 오만의 경우 정부 전용기로 사용되었다.
대한민국에서는 대한항공이 2대를 운용했으나, 모두 매각했다.

## 주문 항공사 및 배달[2]
| 유형   | 합계 | 1989 | 1988 | 1987 | 1986 | 1985 | 1984 | 1983 | 1982 | 1981 | 1980 | 1979 | 1978 | 1977 | 1976 |
| ------ | ---- | ---- | ---- | ---- | ---- | ---- | ---- | ---- | ---- | ---- | ---- | ---- | ---- | ---- | ---- |
| 747-SP | 45   | 1    |      |      |      |      |      |      | 4    | 6    | 9    | 5    | 2    | 4    | 14   |

## 보유 항공사
| - 미국 항공 우주국 - 사우디 로얄 플라이트 - 오만 로얄 플라이트 |

| - 라스베가스 샌즈 - 프랫 앤 휘트니 캐나다 |